# 安德烈雅·佩伊奇
安德烈雅·佩伊奇（1991年8月28日—），澳洲籍波斯尼亞裔，跨性別女性超級模特兒，變性前名稱為安德烈（Andrej）。

## 入行經過
據報安德烈17歲於麥當勞工作時被星探發掘，亦有說她在墨爾本中學的游泳池被發現。星探被她的性別氣質模糊所吸引，認定她能夠穿著男性及女性的衣服。2011年9月，安德烈於世上最佳男模50強中排行18，同時她亦獲FHM雜誌評為世上100位最性感女士中排行第98位 。

## 变性
2014年7月25日，安德烈宣布自己已经完成变性，并改名为Andreja，表示自己以后只走女装秀。